# クンタップ・ウィラサクレック
クンタップ・ウィラサクレック（タイ語: ขุนทัพ วีระศักดิ์เล็ก; 英語: Kuntap Weerasakreck; 1980年4月24日 - ）は、タイの男性ムエタイ選手、キックボクサー、総合格闘家。BTC GYM主宰。元M-1スーパーウェルター級王者。元WMC世界ウェルター級王者。現KNOCK OUT-REDスーパーウェルター級王者。クンタップ・ジャレンチャイ・ソムチャイ、クンタップ・チャンロンチャイとも表記される。

## 人物
重い左右の蹴りを武器にルンピニーとラジャダムナンでトップランクを維持。ムエタイに留まらず2004年11月5日にはシュートボクシング興行にてアンディ・サワーとシュートボクシングルールで、2005年7月31日にはパンクラスにて矢野卓見と総合格闘技ルールで戦ったこともある。

## 戦績

### キックボクシング・ムエタイ
| キックボクシング 戦績 | キックボクシング 戦績 | キックボクシング 戦績 | キックボクシング 戦績 | キックボクシング 戦績 | キックボクシング 戦績 | キックボクシング 戦績 |
| --------------------- | --------------------- | --------------------- | --------------------- | --------------------- | --------------------- | --------------------- |
| 102 試合              | (T)KO                 | 判定                  | その他                | 引き分け              | 無効試合              |                       |
| 73 勝                 | 21                    | 52                    | 0                     | 9                     | 1                     |                       |
| 19 敗                 | -                     | -                     | -                     | 9                     | 1                     |                       |

| 勝敗 | 対戦相手                     | 試合結果                                      | 大会名 | 開催年月日     |
| ×    | MASATO BRAVERY               | 3R終了 判定0-3                                | KNOCK OUT 2023 vol.5 “RED ZONE”                                                                                        | 2023年11月5日  |
| ー   | 木村ミノル                   | 無効試合                                      | KNOCK OUT 2023 SUPER BOUT “BLAZE”                                                                                      | 2023年3月4日   |
| ○    | 津崎善郎                     | 5R終了 判定3-0                                | KNOCK OUT 2022 vol.8 【KNOCK OUT-REDスーパーウェルター級王座決定戦】                                                   | 2022年12月11日 |
| ○    | 中島弘貴                     | 3R終了 判定2-0                                | KNOCK OUT 2022 vol.6                                                                                                   | 2022年10月16日 |
| ×    | YETI達朗                     | 1R 1:36 KO（左フック→右フック）               | NJKF 2018 2nd | 2018年6月24日  |
| ○    | TOSHI                        | 3R 0:24 KO                                    | Fujiwara Festival 〜藤原祭り2010〜                                                                                     | 2010年12月1日  |
| ○    | ジョバーニ・コンバット       | 2R 2:54 KO（パンチ連打）                      | MUAY2010 2nd 〜ムエロークプレステージ                                                                                  | 2010年4月25日  |
| ○    | 小又大貴                     | 5R終了 判定2-1                                | アジア太平洋キックボクシング連盟「THE SUPER KICKBOXING」                                                               | 2010年3月22日  |
| ○    | 我龍真吾                     | 5R 0:46 TKO（ドクターストップ：左目尻カット） | M-1 FAIRTEX SINGHA BEER ムエタイチャレンジ 2009 Yod Nak Suu vol.4                                                      | 2009年11月8日  |
| △    | 石毛慎也                     | 5R終了 判定1-0                                | M-1 FAIRTEX SINGHA BEER ムエタイチャレンジ 2009 Yod Nak Suu vol.2 【M-1スーパーウェルター級タイトルマッチ】            | 2009年6月21日  |
| ×    | クリストフ・プルボー         | 5R終了 判定0-3                                | 全日本キックボクシング連盟「CROSSOVER-2」                                                                              | 2009年4月18日  |
| ○    | 関ナオト                     | 5R終了 判定3-0                                | 宇都宮蹴拳伝 Vol.2 〜宇都宮四天王凱旋!〜                                                                               | 2009年3月29日  |
| ×    | ヤソトーン・ポー・プラムック | 5R終了 判定0-3                                | ムエローク Japan 2009 〜最大最強のムエタイ祭り〜                                                                       | 2009年1月18日  |
| ○    | 阿佐美義文                   | 4R 2:13 KO（左膝蹴り）                        | M-1 FAIRTEX SINGHA BEER ムエタイチャレンジ Legend of Elbows 2008 〜JAO SUU〜 【M-1スーパーウェルター級タイトルマッチ】 | 2008年11月9日  |
| ×    | 小宮由紀博                   | 3R+延長R終了 判定0-3                          | M-1 FAIRTEX SINGHA BEER ムエタイチャレンジ Legend of Elbows 2008 〜YOD MUAY〜                                          | 2008年8月10日  |
| ×    | 白須康仁                     | 2R 2:54 TKO（3ノックダウン）                  | M-1 FAIRTEX SINGHA BEER ムエタイチャレンジ Legend of Elbows 2008 〜CRASH〜                                             | 2008年3月9日   |
| ○    | 正木和也                     | 3R終了 判定3-0                                | 新日本キックボクシング協会「Soul in the Ring V」                                                                       | 2007年12月9日  |
| ○    | タカオサミツ                 | 3R終了 判定3-0                                | 新日本キックボクシング「MAGNUM15」                                                                                     | 2007年10月21日 |
| ○    | 白虎                         | 1R 1:42 KO（左ミドルキック）                  | M-1「120th ANNIVERSARY OF JAPAN-THAILAND」                                                                             | 2007年9月24日  |
| ○    | 荻野兼嗣                     | 3R終了 判定2-0                                | 新日本キックボクシング協会「BREAVE HEARTS 6」                                                                          | 2007年9月2日   |
| ○    | 大輝                         | 5R終了 判定2-0                                | 全日本キックボクシング連盟「Super Fight 2007」                                                                         | 2007年7月29日  |
| ○    | 濱崎一輝                     | 5R終了 判定3-0                                | M-1 FAIRTEX SINGHA BEER ムエタイチャレンジ 〜獲武-腕 物語 2007〜                                                       | 2007年6月3日   |
| ○    | 新田明臣                     | 5R終了 判定3-0                                | M-1 FAIRTEX SINGHA BEER ムエタイチャレンジ 〜BATTLES OF FATE 2007〜 【M-1スーパーウェルター級タイトルマッチ】          | 2007年3月4日   |
| ○    | 佐藤皓彦                     | 5R終了 判定3-0                                | 全日本キックボクシング連盟「New Year Kick Festival 2007」                                                              | 2007年1月4日   |
| ○    | 田中龍星                     | 5R終了 判定0-3                                | M-1 FAIRTEX SINGHA BEER ムエタイチャレンジ「タイ国王即位60周年記念杯2006」 【M-1スーパーウェルター級王座決定戦】       | 2006年11月5日  |
| ×    | 山内裕太郎                   | 5R終了 判定0-3                                | M-1 FAIRTEX SINGHA BEER ムエタイチャレンジ「Legend of Elbows 2006 July 9」                                             | 2006年7月9日   |
| ○    | 金沢久幸                     | 4R 2:18 KO（3ダウン：右ミドルキック）         | 全日本キックボクシング連盟「SWORD FIGHT 〜日本 VS タイ・5対5マッチ〜」                                                 | 2005年10月16日 |
| ○    | ニック・ヒョード             | 3R 0:20 KO（パンチ）                          | パンクラスZ in 熊本 2005 【キックボクシングルール（肘有り）】                                                          | 2005年9月3日   |
| ×    | アンディ・サワー             | 5R 2:12 KO（パンチ連打）                      | SHOOT BOXING 2004 ∞-S 〜Infinity-S〜 vol.5 【シュートボクシングルール】                                                | 2004年11月5日  |
| ×    | 白須康仁                     | 3R終了 判定0-3                                | マーシャルアーツ日本キックボクシング連盟「SUPREME-6」                                                                  | 2004年8月29日  |

### 総合格闘技
| 総合格闘技 戦績 | 総合格闘技 戦績 | 総合格闘技 戦績 | 総合格闘技 戦績 | 総合格闘技 戦績 | 総合格闘技 戦績 | 総合格闘技 戦績 |
| --------------- | --------------- | --------------- | --------------- | --------------- | --------------- | --------------- |
| 3 試合          | (T)KO           | 一本            | 判定            | その他          | 引き分け        | 無効試合        |
| 0 勝            | 0               | 0               | 0               | 0               | 0               | 0               |
| 3 敗            | 1               | 2               | 0               | 0               | 0               | 0               |

| 勝敗 | 対戦相手 | 試合結果                           | 大会名                    | 開催年月日     |
| ×    | 江藤公洋 | 1R 1:56 TKO                        | GRACHAN10                 | 2013年7月15日  |
| ×    | 星野大介 | 1R 2:19 腕ひしぎ十字固め           | VTJ 1st                   | 2012年12月24日 |
| ×    | 矢野卓見 | 1R 4:38 チキンウィングアームロック | PANCRASE 2005 SPIRAL TOUR | 2005年7月31日  |

## 獲得タイトル
- WMC世界ウェルター級王座
- M-1スーパーウェルター級王座（2006年）
- 第4代WMAF世界スーパーウェルター級王座（2014年）
- 第2代KNOCK OUT-REDスーパーウェルター級王座（2022年）